# باراكويوس دي خاراما
باراكويوس دي خاراما (بالإسبانية: Paracuellos de Jarama)‏ هي بلدية ومدينة في منطقة الحكم الذاتي وتقع في منطقة مدريد في وسط إسبانيا. تبلغ مساحة هذه المدينة 43.92 (كم²)، ويبلغ عدد سكانها 14329 نسمة حسب إحصاء سنة 2009 م.
كانت تلك البلدة مع بلدة توريخون دي أردوز موقعًا لمذابح باراكويلوس سنة 1936 إبان الحرب الأهلية الإسبانية.

## وصلات خارجية
- الموقع الرسمي